# Мосієнко Сергій Іванович
Сергій Іванович Мосієнко (27 липня 1921 — 24 лютого 1991) — український радянський військовий льотчик, у роки Другої світової війни — льотчик 11-го окремого розвідувального авіаційного полку 3-ї повітряної армії, старший лейтенант. Герой Радянського Союзу (1945).

## Життєпис
Народився 27 липня 1921 року в селі Андріївці, нині Бахмутського району Донецької області, в селянській родині. Українець. Закінчив 8 класів школи. Працював старшим піонервожатим.
До лав РСЧА призваний 1940 року. У 1942 році закінчив Тамбовську військову авіаційну школу пілотів. Учасник німецько-радянської війни з 6 березня 1943 року. Воював у складі 11-го окремого розвідувального авіаційного полку на Калінінському та 1-му Прибалтійському фронтах. Член ВКП(б) з 1944 року.
Всього до квітня 1945 року на літаку Пе-2 здійснив 158 бойових вильотів на розвідку та фотографування глибокого тилу і переднього краю оборони супротивника.
Після закінчення війни продовжив військову службу у ВПС СРСР. У 1955 році закінчив Військово-повітряну академію, у 1970 роув — Вищі академічні курси при акадімії. З 1971 року — начальник штабу ВПС Сибірського військового округу. З 1975 року — начальник управління льотної пошуково-рятувальної служби ВПС СРСР.
У 1985 році генерал-лейтенант авіації С. І. Мосієнко вийшов у запас. Мешкав у Москві, де й помер 24 лютого 1991 року. Похований на кладовищі села Леоніха Щолковського району Московської області.

## Нагороди
Указом Президії Верховної Ради СРСР від 18 серпня 1945 року «за зразкове виконання бойових завдань командування на фронті боротьби з німецькими загарбниками та виявлені при цьому відвагу і героїзм», старшому лейтенантові Мосієнку Сергію Івановичу присвоєне звання Героя Радянського Союзу з врученням ордена Леніна і медалі «Золота Зірка» (№ 8834).
Також нагороджений двома орденами Червоного Прапора (07.05.1943, 25.07.1944), трьома орденами Вітчизняної війни 1-го ступеня (08.06.1944, 24.04.1945, 11.03.1985), орденами Червоної Зірки, «За службу Батьківщині в Збройних Силах СРСР» 3-го ступеня і медалями.